# Nehemiah R. Knight

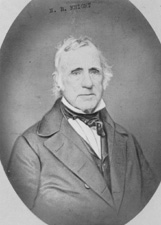
Nehemiah R. Knight

Nehemiah Rice Knight, född 31 december 1780 i Cranston, Rhode Island, död 18 april 1854 i Providence, Rhode Island, var en amerikansk politiker. Han var guvernör i Rhode Island 1817-1821. Han representerade sedan Rhode Island i USA:s senat 1821-1841. Fadern Nehemiah Knight var ledamot av USA:s representanthus 1803-1808.
Knight var ursprungligen demokrat-republikan. Han efterträdde 1817 William Jones som guvernör. Han efterträddes 1821 av William C. Gibbs.
Senator James Burrill avled den 25 december 1820 i ämbetet. Knight tillträdde som senator i januari 1821. Han gick senare med i whigpartiet. Han efterträddes 1841 av James F. Simmons.
Knight var 1843 delegat till Rhode Islands konstitutionskonvent. Hans grav finns på Grace Church Cemetery i Providence.